# Nine Standards Rigg
Das Nine Standards Rigg ist ein 662 m hoher Berggipfel in den nördlichen Pennines in Nordengland, dicht an der Grenze zwischen den Grafschaften Cumbria und North Yorkshire.

## Lage

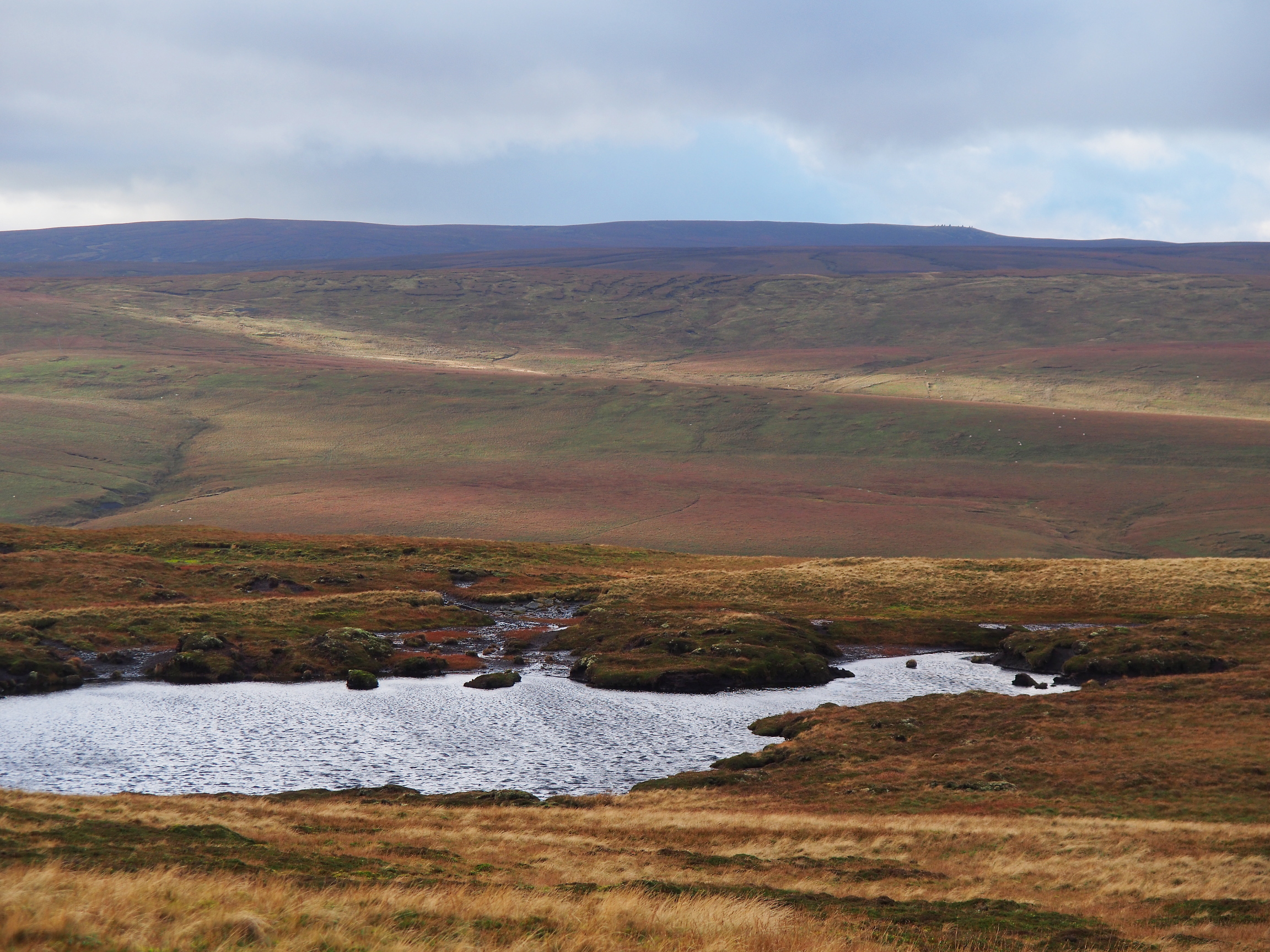
Durch die Nine Standards fällt der Berg auch von weitem auf, hier von Osten aus gesehen

Das Nine Standards Rigg bildet einen langgezogenen Grat in Nord-Süd-Richtung, der die höchste Erhebung von Hartley Fell darstellt. Nach Westen fällt das Gelände nach Westmorland ab, den östlichen Hang bildet ein nur leicht abfallendes Hochmoor, das über den Whitsundale Beck zum River Swale entwässert. Damit ist das Nine Standards Rigg Bestandteil der Wasserscheide zwischen den Flüssen Eden und Swale und trennt damit auch die Einzugsgebiete der Irischen See und der Nordsee, gehört also zur Hauptwasserscheide Englands.
Etwa 300 Meter südlich des Gipfels liegt ein Trigonometrischer Punkt des Ordnance Survey.

## Nine Standards
Seinen Namen hat das Nine Standards Rigg von den Nine Standards, neun schon von weitem auffallenden, bis zu vier Meter hohen, unterschiedlich geformten Türmchen oder Säulen aus trocken aufeinander geschichteten Steinen, die etwa 100 Meter nördlich des Gipfels stehen. 
Es ist weder bekannt, wann die Bauwerke errichtet wurden, noch aus welchem Anlass oder zu welchem Zweck. Als Flurname findet sich „Nine Standards“ erstmals auf einer Karte, die das Datum 1738 trägt, aber möglicherweise deutlich älter ist. Es gibt Hinweise darauf, dass auf dem Berg schon im 6. Jahrhundert Steinsäulen standen.

## Tourismus
Das Nine Standards Rigg ist von der westlich gelegenen Stadt Kirkby Stephen aus in gut zwei Stunden zu Fuß erreichbar. Als Wanderziel bietet es weite Aussicht nach Westen bis zum Lake District und nach Nordwest über die Ebene von Westmorland. Neben lokalen Wanderwegen führt auch der Coast to Coast Walk über das Nine Standards Rigg, das einen seiner prominentesten Aussichtspunkte darstellt.
Die Wege über den Gipfel sind keine öffentlichen Wegerechte. Wegen der starken Beanspruchung des Moorbodens gerade durch den Coast to Coast Walk wird der Verlauf der Wanderwege jahreszeitlich gewechselt und ist jeweils mit Wegweisern markiert. Im Frühjahr 2017 wurden die am stärksten betroffenen Stellen mit Natursteinplatten befestigt.